# Bettina Bungeová
Bettina Bungeová (* 13. června 1963 Adliswil) je bývalá německá profesionální tenistka narozená ve Švýcarsku. Ve své kariéře vyhrála čtyři turnaje ve dvouhře a čtyři ve čtyřhře. Premiérový singlový titul z Houstonu 1982 vyhrála až na osmý pokus, když ze sedmi finále předtím odešla poražena. Na profesionálních okruzích se pohybovala v sezónách 1978–1989.
Na žebříčku WTA byla ve dvouhře nejvýše klasifikována v březnu 1983 na 6. místě a ve čtyřhře pak v lednu 1987 na 17. místě. Při vstupu na okruh, v červenci 1978, ji v singlové klasifikaci patřila 150. příčka.
Na nejvyšší grandslamové úrovni se ve dvouhře nejdále probojovala do semifinále 1982, v němž jako jedenáctá nasazená podlehla pozdější vítězce Martině Navrátilové 2–6 a 2–6. V ženské čtyřhře si s tehdejší stabilní spoluhráčkou Claudií Kohdeovou-Kilschovou zahrála semifinále na třech majorech, French Open 1981, Wimbledonu 1982 a US Open 1982.
Praktikovala celodvorcový tenis založený především na úderech od základní čáry. Silným úderem byl bekhend. V roce 1987 ji Ženská tenisová asociace udělila první cenu za návrat roku.

## Pohár federace
Ve fedcupovém týmu Západního Německa debutovala v roce 1980 utkáním 1. kola Světové skupiny proti Rakousku, v němž vyhrála dvouhru a s Hanikovou i čtyřhru.
Ve finále Poháru federace 1982 proti Spojeným státům prohrála dvouhru s Navrátilovou i čtyřhru po boku Kohdeové-Kilschové. Němky tak odešly poraženy 0:3 na zápasy. V navazujícím Poháru federace 1983 si opět zahrála finálový duel proti Československu, v němž za stavu 2–6 a 0–3 skrečovala druhý singl s Mandlíkovou. Německo tentokrát prohrálo 1:2 na zápasy. Poslední střetnutí odehrála v prvním kole Světové skupiny 1989 proti Finsku.
V soutěži nastoupila k dvaceti třem mezistátním utkáním s bilancí 16–3 ve dvouhře a 11–6 ve čtyřhře.

## Soukromý život
Bettina Bungeová se narodila roku 1963 ve švýcarském Adliswilu. Jako dcera německého obchodníka si ponechala státní příslušnost SRN, která jí umožnila reprezentovat Západní Německo. Více než třináct let žila v Peru, kde se stala tenisovou mistryní žákyň. Později se přestěhovala do floridského Miami. Vedle němčiny, hovoří anglicky a španělsky.  
Během kariéry ji doprovázela řada zranění, včetně ušních nemocí a poranění kolen.

## Finálové účasti

### Dvouhra: 13 (4–9)
| Finále dle povrchu |
| ------------------ |
| tvrdý (0–2)        |
| tráva (0–1)        |
| antuka (1–1)       |
| koberec (3–5)      |

| Stav       | Č. | Datum             | Turnaj                    | Povrch      | Soupeřka ve finále     | Výsledek      |
| ---------- | -- | ----------------- | ------------------------- | ----------- | ---------------------- | ------------- |
| Finalistka | 1. | 29. ledna 1979    | Toronto, Kanada           | koberec (h) | Barbara Potterová      | 1–6, 4–6      |
| Finalistka | 2. | 23. prosince 1979 | Sydney, Austrálie         | tráva       | Hana Mandlíková        | 3–6, 6–3, 3–6 |
| Finalistka | 3. | 27. října 1980    | Stockholm, Švédsko        | koberec (h) | Hana Mandlíková        | 2–6, 2–6      |
| Finalistka | 4. | 14. února 1981    | Houston, Spojené státy    | koberec (h) | Hana Mandlíková        | 4–6, 4–6      |
| Finalistka | 5. | 14. září 1981     | Tokio, Japonsko           | koberec (h) | Ann Kijomurová         | 4–6, 5–7      |
| Finalistka | 6. | 5. října 1981     | Tampa, Spojené státy      | tvrdý       | Martina Navrátilová    | 2–6, 4–6      |
| Finalistka | 7. | 11. ledna 1982    | Cincinnati, Spojené státy | koberec (h) | Barbara Potterová      | 4–6, 6–7(3)   |
| Vítězka    | 1. | 15. února 1982    | Houston, Spojené státy    | koberec (h) | Pam Shriverová         | 2–6, 6–3, 3–6 |
| Vítězka    | 2. | 17. května 1982   | Berlín, Německo           | antuka      | Kathy Rinaldiová       | 6–2, 6–2      |
| Finalistka | 8. | 16. srpna 1982    | Mahwah, Spojené státy     | tvrdý       | Leigh-Anne Thompsonová | 6–7(4), 3–6   |
| Vítězka    | 3. | 19. září 1982     | Tokio, Japonsko           | koberec (h) | Barbara Potterová      | 7–6, 6–2      |
| Vítězka    | 4. | 21. února 1983    | Oakland, Spojené státy    | koberec (h) | Sylvia Haniková        | 6–3, 6–3      |
| Finalistka | 9. | 6. července 1987  | Knokke, Belgie            | antuka      | Kathleen Horvathová    | 1–6, 6–7(5)   |

### Čtyřhra: 10 (4–6)
| Finále dle povrchu |
| ------------------ |
| tvrdý (0–1)        |
| tráva (0–1)        |
| antuka (3–2)       |
| koberec (1–2)      |

| Stav       | Č. | Datum              | Turnaj                     | Povrch      | Spoluhráčka             | Soupeřky ve finále                        | Výsledek         |
| ---------- | -- | ------------------ | -------------------------- | ----------- | ----------------------- | ----------------------------------------- | ---------------- |
| Finalistka | 1. | 24. května 1982    | Berlín, Německo            | antuka      | Claudia Kohde-Kilschová | Liz Gordonová Beverly Mouldová            | 3–6, 4–6         |
| Vítězka    | 1. | 10. července 1983  | Hamburk, Německo           | antuka      | Claudia Kohde-Kilschová | Ivanna Madrugaová Catherine Tanvierová    | 7–5, 6–4         |
| Vítězka    | 2. | 17. července 198   | Freiburg, Německo          | antuka      | Eva Pfaffová            | Ivanna Madrugaová Emilse Raponi-Longová   | 6–1, 6–2         |
| Finalistka | 2. | 7. října 1984      | Los Angeles, Spojené státy | tvrdý       | Eva Pfaffová            | Chris Evertová-Lloydová Wendy Turnbullová | 2–6, 4–6         |
| Finalistka | 3. | 21. října 1984     | Filderstadt, Německo       | koberec (h) | Eva Pfaffová            | Claudia Kohde-Kilschová Helena Suková     | 2–6, 6–4, 3–6    |
| Finalistka | 4. | 18. listopadu 1984 | Brisbane, Austrálie        | tráva       | Eva Pfaffová            | Martina Navrátilová Pam Shriverová        | 3–6, 2–6         |
| Finalistka | 5. | 26. května 1985    | Lugano, Švýcarsko          | antuka      | Eva Pfaffová            | Bonnie Gaduseková Helena Suková           | 2–6, 4–6         |
| Vítězka    | 3. | 14. září 1986      | Tokio, Japonsko            | koberec (h) | Steffi Grafová          | Katerina Malejevová Manuela Malejevová    | 6–1, 6–7(4), 6–2 |
| Vítězka    | 4. | 12. července 1987  | Knokke, Belgie             | antuka      | Manuela Malejevová      | Kathleen Horvathová Marcella Meskeovár    | 4–6, 6–4, 6–4    |
| Finalistka | 6. | 8. listopadu 1987  | Worcester, Spojené státy   | koberec (h) | Eva Pfaffová            | Elise Burginová Rosalyn Fairbanková       | 4–6, 4–6         |

## Chronologie dvouhry na Grand Slam
| Turnaj           | 1978  | 1979  | 1980  | 1981  | 1982  | 1983  | 1984  | 1985  | 1986  | 1987  | 1988  | 1989  | Celkové SR |
| ---------------- | ----- | ----- | ----- | ----- | ----- | ----- | ----- | ----- | ----- | ----- | ----- | ----- | ---------- |
| Australian Open  | A     | A     | 1R    | 3R    | A     | A     | 2R    | 1R    | NH    | A     | A     | A     | 0 / 4      |
| French Open      | A     | 3R    | 3R    | 4R    | 2R    | 2R    | 3R    | 3R    | 2R    | A     | A     | A     | 0 / 8      |
| Wimbledon        | A     | 2R    | 3R    | 2R    | SF    | 1R    | 3R    | 3R    | QF    | 3R    | A     | A     | 0 / 9      |
| US Open          | 3R    | 1R    | 3R    | 4R    | 3R    | A     | 3R    | 1R    | 2R    | 4R    | A     | A     | 0 / 9      |
| SR               | 0 / 1 | 0 / 3 | 0 / 4 | 0 / 4 | 0 / 3 | 0 / 2 | 0 / 4 | 0 / 4 | 0 / 3 | 0 / 2 | 0 / 0 | 0 / 0 | 0 / 30     |
| Konečný žebříček | 105.  | 32.   | 19.   | 9.    | 9.    | 7.    | 21.   | 23.   | 12.   | 15.   | —     | 71.   |            |

| Legenda | Legenda                                   | Legenda | Legenda                     |
| ------- | ----------------------------------------- | ------- | --------------------------- |
| SR      | poměr vyhraných turnajů ku všem odehraným | W–L V–P | výhry–prohry                |
| NH      | daný rok se turnaj nekonal                | A       | turnaje se hráč nezúčastnil |
| 1Q / LQ | prohra v (kole) kvalifikace               | 1k / 1R | prohra v daném kole turnaje |
| QF / ČF | prohra ve čtvrtfinále                     | SF      | prohra v semifinále         |
| F       | prohra ve finále                          | Vítěz   | vítězství v turnaji         |